# 予報業務許可事業者
予報業務許可事業者（よほうぎょうむきょかじぎょうしゃ）とは、気象庁長官の許可を受けて、気象、地震などの地象、津波、高潮、波浪又は洪水の予報の業務を行う事業者である（気象業務法第17条第1項）。日本で俗に民間気象会社と呼ばれているものの多くは、この予報業務許可事業者である。
民間企業では放送局や通信、建設関連の企業が許可を得ている。公的機関では防衛省や地方自治体が施設の管理や地域住民の生活・産業の支援などに用いる情報を自製するために、許可を受けている。学術関連では気象や地震の研究を行っている大学や研究機関が許可を受けている。気象予報士がウェブサイトで気象予報を公表するため個人名で登録する例もある。
なお事業者名を秘匿することも可能であり2019年現在1業者（第158号）が秘匿して許可を取得している。

## 概要
気象業務法に基づく予報業務の許可が必要なのは、営利・非営利を問わず、業務として予報を行う、すなわち、自ら行った予想を、日常的・継続的に他者に提供（発表）する場合である。
家族旅行、工場の生産管理、交通機関の運行管理など、一回限り、または定期的とみられない程度の頻度でしか発表を行わない、あるいは予想の結果を自己責任の範囲内でしか用いない場合は、許可は必要としない。また、他者（気象庁を含む）の発表した予報をそのまま伝達する場合はもちろん、これに解説を付したり他の地理情報と組み合わせたりした二次コンテンツを発表する業務も、許可を必要としない（後述）。
許可を受けずに予報業務を行った者は、50万円以下の罰金に処せられる（同法第46条）。
許可の条件としては、予報の社会的影響に見合った信頼性を有し、かつ気象庁の発表する防災気象情報と矛盾しない予報を安定的に供給できるためのものとして、以下のものが定められている（同法第18条第1項）。
- 予報資料[1]の収集及び解析に必要な施設及び要員の保有
- 予報業務の目的及び範囲に応じた気象庁の警報事項を迅速に受信できる施設及び要員の保有
- 適切な現象の予想の方法の実施
  - 地震動および火山現象の予報以外の予報を行う場合：気象予報士を設置する体制の整備
  - 地震動[2]または火山現象の予報を行う場合：所定の技術基準による予想の実施

また、許可に際しては、登録免許税（9万円）を納める必要がある。
予報業務の許可は、「目的」と「範囲」を定めて行われる（同法第17条第2項）。
「目的」としては、マスコミ、インターネットなどを通じて一般市民の生活に資する気象情報を提供する一般向け予報と、イベント実施の可否、交通機関の運行スケジュールの決定などに資する、すなわち特定の事業の運営における利用を想定した気象情報を提供する特定向け予報とが設定されている。
「範囲」とは、予報の対象となる現象、地域、期間など、提供する気象情報の技術的内容に基づいて設定される業務の種類のことである。
予報業務許可事業者であっても、気象庁が発表するものとされている警報を独自に発表することはできず（同法第23条、違反時の刑罰は無許可の予報に同じ）、また、気象庁の注意報・警報と紛らわしい名称・内容の予報や、台風の進路予想などの災害に関連する現象についての独自の予想（または気象庁発表以外の情報）の発表は、殊に一般向け予報において、許可に付加される条件をもって制限されている。
その一方で、予報業務許可事業者には、顧客に対して気象庁発表の警報事項を伝達する努力義務が課されており（同法第20条）、国の防災気象情報流通システムの一端としての機能が期待されている。
予報業務許可事業者（地震動および火山現象の予報以外の予報を行う場合）は、予報業務を行う事業所ごとに所要の数の気象予報士を置かなければならず（同法19条の2）、予報業務のうち現象の予想については、気象予報士に行わせなければならない（同法19条の3、違反時の刑罰は無許可の予報に同じ）。
いわゆる地震予知は、現在のところ、気象庁ですら確実かつ全国的な業務として行えるほどの技術及び監視体制を確立していないため、これを業務とする許可を申請しても、不可能事だとして審査の対象にならず、無許可で行った場合に気象業務法の罰則が適用されることもない。ただし、その社会的影響の大きさにかんがみて、特に予想が空振りとなった場合には、デマの流布や業務妨害に関する各種の刑罰の対象になる可能性がある。

## 沿革
日本において、国の気象機関以外の者が気象などの予報を行うことを認める制度は、明治時代中期にまで遡ることができる。ただし、明治から昭和初期にかけては、気象の観測・予報そのものが、中央気象台を中枢としながらも、各地域においては道府県、植民地総督府等が管理運営する体制であったから、地方測候所や一部の民間測候所による予報業務も、今日的な意味での事業活動としてよりも、むしろ国家事業の一部を分担するものとしての性格が強かった。
このため、室戸台風、第四艦隊事件などを受けた防災気象業務の集中管理化の一環として、1937年から1939年にかけて全国の測候所の国有化が進められると、予報業務は事実上国の独占に戻った。
戦後、気象業務法の制定にあたって、国の事業として行うにはあまりに狭い地域を対象にしたり、地域に特有の産業を支援したりするための予報業務については、再び地方自治体や民間企業が行うことができるようにすることとされ、予報業務許可制度が誕生した。
予報業務許可事業者の第1号となったのは、1953年5月に発足した東條ウェザー・サービス（現：いであ）である。
当初の予報業務許可制度の運用においては、現象の予想を伴う予報業務は、特定の企業等を顧客とする場合にしか許可されず、一般向け予報業務としては、気象庁の予報を解説する解説予報業務の許可のみを審査の対象とする取り扱いとなっていた。さらに、許可を得ない解説予報業務が事実上黙認されていたこともあって、予報業務許可事業者は、1991年時点でも、事業者数約20社、年間売上高約240億円程度の業界しか形成していなかった。
その後、予報業務における官民の役割分担についての議論が進み、また、数値予報技術の発達によって予報の質が職人的な勘や経験に依存しなくなってきたことから、気象庁以外の者が参入できる予報業務の領域を拡げ、気象業務における民間の役割を拡大しようという機運が高まってきた。
こうして、1993年に気象業務法が改正され、一般向け予報業務についても、現象の予想を伴う予報業務許可の審査を実施できるようにするための制度が整えられた。このとき、予報業務許可事業者の技術的能力を簡易かつ客観的に証明・確認できるようにするために、現象の予想を担当する技術者の資格として導入されたのが、気象予報士制度である。
なお、この改正後、許可制度の運用が改められ、解説予報業務は完全に自由化された。
2007年の気象業務法の改正により、許可事業として行いうる予報に、緊急地震速報および火山現象予報が加わった。

## 現状と課題
2018年3月現在、予報業務許可事業者は、気象・波浪部門71社、地震動部門47社、年間売上高300億円程度の規模に拡大しているが、この水準はここ10年間ほとんど変化しておらず、しかも、売上に占める独自予報サービスの割合は半分にも満たないとされる。しかし、この停滞は、あくまでも「予想行為を伴う気象情報サービス」というひとつの業態の限界でしかなく、予報業務許可事業者を介すると介さないとに関わらず、民間の事業活動における気象情報の活用が拡大する見込みがなくなったわけではない。
予報業務許可事業者は、その6割程度が東京、神奈川、千葉に集中しており、実際に提供されるサービスも、大都市圏を対象とするものが多い。また、地方を対象にするサービスには、大都市圏の事業者から一方的に予報が送られるだけのものが多く、実況に基づく修正や解説などは必ずしも充分ではない。その一方で、気象庁の地域気象情報サービス拠点である測候所の廃止が進んでいることから、今後は地域間格差の解消のためにも、「地域密着型の小規模気象事業者の起業を促進し、かつその事業の継続を支援する政策が必要だ」と言われている。
「予報業務許可事業者は気象庁と違う予報をしてはいけない、という規制（または圧力）がある」との俗説があるが、注意報・警報と明らかに矛盾する（例えば、気象庁が大雨警報を発表した地域について晴れの予報をする）ようなものでない限り、予想の結果について気象庁は関知しないし、実際に気象庁のものと異なる予報は日常的に発表されている。つまり、気象予報士などがこのようなことをいうときは、自らの予報技術の不確かさを気象庁に責任転嫁しているか、独自予報に積極的な他の事業者を牽制しているかのどちらかだと考えてよい。
ただし、予報の品揃えという観点からは、気象庁による許可に際して、「1日以下を単位とした予報は7日先まで」「8日から1月先までの予報は5日以上単位で」といった、気象庁の各種予報と並びを取った区分の設定が、予報業務の範囲の種類として適用されていることから、商品設定の自由度の低さが問題となることがある。しかし、気象庁自身が9日分の数値予報資料を配信に供しているなど、利用可能な予報資料は存在しており、また、長期の予報ほど注意報・警報との矛盾を考える意味が薄れるため、技術的能力の証明さえできれば、2週間程度までの1日以下単位の予報が認められる可能性はある。
マスコミが紙面や番組において天気予報の出典を示さないことが多いことなどから、予報業務許可事業者の認知度が上がらず、民間気象事業の市場拡大にマイナスの影響をもたらしているとの指摘がある。このため気象庁では、自らのWebサイトに民間気象事業者のリンク集を置くほか、マスコミに対して、民間の予報を使う際はクレジットを入れるよう要望するなどの措置をとっている。
あくまで日本の法令であるため、日本に拠点を持たない海外の事業者が、無届けで日本の気象予報を発表しても罰則は無い。気象予報士の野口琢矢（ウェザーマップ）は、Amazon Alexaの天気予報がアメリカのAccuWeatherから取得していることについて、同社は日本の予報業務許可事業者として認可されていないことを例に挙げ、制度の意義を疑問視している。

## 事業者一覧
| 名称                                                   | 許可番号 | 気象 | 地震動 | その他         |
| ------------------------------------------------------ | -------- | ---- | ------ | -------------- |
| 日立市                                                 | 第2号    | ○    | ×      |                |
| 一般財団法人日本気象協会                               | 第5号    | ○    | ○      | 火山現象、高潮 |
| 株式会社日本気象コンサルティング・カンパニー           | 第6号    | ○    | ×      |                |
| いであ株式会社                                         | 第12号   | ○    | ×      |                |
| 国際気象海洋株式会社                                   | 第13号   | ○    | ×      |                |
| 株式会社応用気象エンジニアリング                       | 第17号   | ○    | ×      |                |
| 防衛省                                                 | 第22号   | ○    | ×      |                |
| 株式会社ウェザーニューズ                               | 第25号   | ○    | ○      | 火山現象、高潮 |
| 札幌総合情報センター株式会社                           | 第29号   | ○    | ×      |                |
| 株式会社ウェザーテック                                 | 第32号   | ○    | ×      |                |
| 株式会社フランクリン・ジャパン                         | 第33号   | ○    | ○      |                |
| 株式会社MTS雪氷研究所                                  | 第35号   | ○    | ×      |                |
| 株式会社アース・ウェザー                               | 第37号   | ○    | ×      |                |
| 株式会社アルゴス                                       | 第38号   | ○    | ×      |                |
| 株式会社ウェザーマップ                                 | 第40号   | ○    | ×      |                |
| 株式会社南日本放送                                     | 第41号   | ○    | ×      |                |
| 株式会社テレビ東京                                     | 第47号   | ○    | ×      |                |
| 有限会社ファインウェザー                               | 第50号   | ○    | ×      |                |
| シスメット株式会社                                     | 第51号   | ○    | ×      |                |
| 日本気象株式会社                                       | 第53号   | ○    | ×      |                |
| 一般財団法人沿岸技術研究センター                       | 第54号   | ○    | ×      |                |
| 株式会社吉田産業                                       | 第61号   | ○    | ×      |                |
| 有限会社アップルウェザー                               | 第64号   | ○    | ×      |                |
| 株式会社島津ビジネスシステムズ                         | 第65号   | ○    | ×      |                |
| 北海道放送株式会社                                     | 第68号   | ○    | ×      |                |
| 株式会社サーフレジェンド                               | 第70号   | ○    | ×      |                |
| 東北放送株式会社                                       | 第71号   | ○    | ×      |                |
| 有限会社ウェザープランニング                           | 第72号   | ○    | ×      |                |
| 株式会社テレビ新広島                                   | 第74号   | ○    | ×      |                |
| 広島市                                                 | 第78号   | ○    | ×      |                |
| 四国放送株式会社                                       | 第79号   | ○    | ×      |                |
| 株式会社中電シーティーアイ                             | 第80号   | ○    | ×      |                |
| 株式会社ライフビジネスウェザー                         | 第83号   | ○    | ×      |                |
| 株式会社サニースポット                                 | 第85号   | ○    | ×      |                |
| 株式会社メテオテック・ラボ                             | 第86号   | ○    | ×      |                |
| 岐阜大学                                               | 第87号   | ○    | ×      |                |
| 株式会社気象工学研究所                                 | 第88号   | ○    | ×      |                |
| 北海道テレビ放送株式会社                               | 第91号   | ○    | ×      |                |
| 信越放送株式会社                                       | 第92号   | ○    | ×      |                |
| 梶原徳和                                               | 第93号   | ○    | ×      |                |
| 伊藤忠テクノソリューションズ株式会社                   | 第94号   | ○    | ×      |                |
| 株式会社気象サービス                                   | 第96号   | ○    | ×      |                |
| 株式会社トータルライフサービスコミュニティー           | 第97号   | ×    | ○      |                |
| 株式会社エイツー                                       | 第98号   | ×    | ○      |                |
| 情報事務資材株式会社                                   | 第100号  | ×    | ○      |                |
| 株式会社ANET                                           | 第101号  | ×    | ○      |                |
| 三菱スペース・ソフトウエア株式会社                     | 第103号  | ×    | ○      |                |
| 清水建設株式会社                                       | 第104号  | ×    | ○      |                |
| 株式会社テックス                                       | 第106号  | ×    | ○      |                |
| 明星電気株式会社                                       | 第107号  | ○    | ○      |                |
| 株式会社ハレックス                                     | 第108号  | ○    | ○      | 高潮           |
| 富士通エフ・アイ・ピー株式会社                         | 第110号  | ×    | ○      |                |
| 白山工業株式会社                                       | 第111号  | ×    | ○      |                |
| 株式会社レッツ・コーポレーション                       | 第113号  | ×    | ○      |                |
| アイホン株式会社                                       | 第116号  | ×    | ○      |                |
| 大成建設株式会社                                       | 第120号  | ×    | ○      |                |
| アールシーソリューション株式会社                       | 第121号  | ×    | ○      |                |
| 特定非営利活動法人リアルタイム地震・防災情報利用協議会 | 第122号  | ×    | ○      |                |
| 国立大学法人東京大学                                   | 第124号  | ×    | ○      |                |
| 株式会社NTTファシリティーズ                            | 第126号  | ×    | ○      |                |
| JCOM株式会社                                           | 第131号  | ×    | ○      |                |
| 日本電気株式会社                                       | 第135号  | ×    | ×      |                |
| 学校法人名古屋電気学園                                 | 第136号  | ×    | ○      |                |
| 安全・安心サポート株式会社                             | 第138号  | ×    | ○      |                |
| 株式会社JPビジネスサービス                             | 第139号  | ×    | ○      |                |
| 株式会社オフィスNickNack                               | 第145号  | ○    | ×      |                |
| Takusu株式会社                                         | 第147号  | ×    | ○      |                |
| 株式会社ドリームウェア                                 | 第148号  | ×    | ○      |                |
| 株式会社ポッケ                                         | 第149号  | ○    | ×      |                |
| 有限会社電脳組                                         | 第150号  | ×    | ○      |                |
| 三菱電機ビルテクノサービス株式会社                     | 第152号  | ×    | ○      |                |
| 田平耕治                                               | 第154号  | ○    | ×      |                |
| 株式会社チャレンジ                                     | 第156号  | ×    | ○      |                |
| 気象情報通信株式会社                                   | 第157号  | ○    | ×      |                |
| （匿名）                                               | 第158号  | ○    | ×      |                |
| エーアイテクノロジー株式会社                           | 第160号  | ×    | ○      |                |
| 日本酸素株式会社                                       | 第162号  | ×    | ○      |                |
| 株式会社センチュリー                                   | 第164号  | ×    | ○      |                |
| 総合気象計画株式会社                                   | 第166号  | ○    | ×      |                |
| 株式会社Snow Cast                                      | 第167号  | ○    | ×      |                |
| 鹿児島テレビ放送株式会社                               | 第168号  | ○    | ×      |                |
| 株式会社日立アイイーシステム                           | 第170号  | ×    | ○      |                |
| 株式会社ヤマテン                                       | 第172号  | ○    | ×      |                |
| パナソニック株式会社                                   | 第173号  | ×    | ○      |                |
| 株式会社風見屋                                         | 第175号  | ○    | ×      |                |
| 株式会社コミュニケーションネット                       | 第176号  | ×    | ○      |                |
| 特定非営利活動法人気象キャスターネットワーク           | 第177号  | ○    | ×      |                |
| 株式会社エナリス                                       | 第178号  | ○    | ×      |                |
| 山口放送株式会社                                       | 第179号  | ○    | ×      |                |
| 東洋テック株式会社                                     | 第180号  | ×    | ○      |                |
| 国立研究開発法人土木研究所                             | 第183号  | ○    | ×      |                |
| 株式会社シンワテック                                   | 第186号  | ×    | ○      |                |
| 福島テレビ株式会社                                     | 第187号  | ○    | ×      |                |
| 株式会社スポーツウェザー                               | 第188号  | ○    | ×      |                |
| 株式会社アイザック                                     | 第189号  | ×    | ○      |                |
| 株式会社かなめ技術開発                                 | 第190号  | ×    | ○      |                |
| 株式会社建設技術研究所                                 | 第192号  | ○    | ×      |                |
| 株式会社愛媛朝日テレビ                                 | 第193号  | ○    | ×      |                |
| 和歌山県                                               | 第194号  | ×    | ×      | 津波           |
| 小川和幸                                               | 第195号  | ○    | ×      |                |
| DXアンテナ株式会社                                     | 第196号  | ×    | ○      |                |
| 東海警備保障株式会社                                   | 第197号  | ×    | ○      |                |
| ストラテジー株式会社                                   | 第198号  | ×    | ○      |                |
| RSK山陽放送株式会社                                    | 第199号  | ○    | ×      |                |
| 株式会社ミエルカ防災                                   | 第200号  | ×    | ○      |                |
| 国立研究開発法人農業・食品産業技術総合研究機構         | 第201号  | ○    | ×      |                |
| 株式会社毎日放送                                       | 第202号  | ○    | ×      |                |
| 株式会社湘南DIVE.com                                   | 第203号  | ○    | ×      |                |
| 国立研究開発法人理化学研究所                           | 第204号  | ○    | ×      |                |
| 日本アイ・ビー・エム株式会社                           | 第205号  | ○    | ×      |                |
| 株式会社エムティーアイ                                 | 第206号  | ○    | ×      |                |
| 福井テレビジョン放送株式会社                           | 第207号  | ○    | ×      |                |
| 北海道文化放送株式会社                                 | 第208号  | ○    | ×      |                |
| 大阪ガス株式会社                                       | 第209号  | ○    | ×      |                |
| 株式会社熊本放送                                       | 第210号  | ○    | ×      |                |
| 株式会社日本ネットワークサービス                       | 第211号  | ○    | ×      |                |
| 株式会社レキオスソフト                                 | 第212号  | ×    | ○      |                |
| 株式会社サイバード                                     | 第213号  | ○    | ×      |                |
| ゲヒルン株式会社                                       | 第214号  | ×    | ○      |                |
| 株式会社富士防災警備                                   | 第215号  | ○    | ×      |                |
| 青山シビルエンジニアリング株式会社                     | 第216号  | ○    | ×      |                |
| アイウェザー株式会社                                   | 第217号  | ○    | ×      |                |
| 国立研究開発法人防災科学技術研究所                     | 第218号  | ×    | ○      |                |
| オフィス気象キャスター株式会社                         | 第219号  | ○    | ×      |                |
| 三重県                                                 | 第220号  | ×    | ×      | 津波           |
| テレビ山口株式会社                                     | 第221号  | ○    | ×      |                |
| 株式会社ライズシステム                                 | 第222号  | ○    | ×      |                |
| 株式会社中国放送                                       | 第223号  | ○    | ×      |                |
| 株式会社ソフトテックス                                 | 第224号  | ×    | ○      |                |
| 秋田朝日放送株式会社                                   | 第225号  | ○    | ×      |                |
| 株式会社うみどり                                       | 第226号  | ○    | ×      |                |
| 株式会社風力エネルギー研究所                           | 第227号  | ○    | ×      |                |
| 株式会社山陰放送                                       | 第228号  | ○    | ×      |                |
| 千葉県                                                 | 第229号  | ×    | ×      | 津波           |
| 株式会社北海道気象技術センター                         | 第230号  | ○    | ×      |                |
| 札幌テレビ放送株式会社                                 | 第231号  | ○    | ×      |                |
| 株式会社Nobest                                         | 第232号  | ○    | ×      |                |
| 株式会社南気象予報士事務所                             | 第233号  | ○    | ×      |                |
| スカパーJSAT株式会社                                   | 第234号  | ○    | ×      |                |
| 株式会社ジェイバリュー信託                             | 第235号  | ×    | ○      |                |
| 株式会社メトロウェザー                                 | 第236号  | ○    | ×      |                |
| 會田壮志                                               | 第237号  | ×    | ○      |                |
| 東芝デジタルソリューションズ株式会社                   | 第238号  | ○    | ×      |                |
| Globalization Partners Japan合同会社                   | 第239号  | ○    | ×      |                |
| 株式会社RTi-cast                                       | 第240号  | ×    | ×      | 津波           |
| 株式会社バニヤンズ                                     | 第241号  | ○    | ×      |                |

## 註
1. ↑  観測データ、解析資料（エマグラム、実況天気図など）、数値予報資料などのこと。実務上は、主に気象業務支援センターを経由して配信される気象庁の各種資料が想定されている。
2. ↑  緊急地震速報のうち、独自の震度・到達時間の予想を行って顧客に提供するサービスあるいはそのための顧客側機器・ソフトウェアの製造販売のこと。ただし、P波を検知したその場で後から到達するS波について報知するのは、単なる観測であるため、許可を要しない。
3. ↑  実際には、気象庁への申請前にいったん納付しておき、もし許可が下りなかった場合は、還付の手続がとられる。
4. ↑  携帯電話の会員制サイト、メール配信サービスなども、顧客は特定されているものの、消費者契約としての性格が強く、顧客のリスク対処能力の低さへの配慮も必要なことなどから、一般向け予報に分類される。
5. ↑  実際の運用においては、現象の予想を行う事業所のこととされ、単に予想の結果を顧客に取り次ぐだけの事業所などは該当しない。
6. ↑  気象庁自身による説明も含めて、俗に「天気予報の自由化」「一般向け予報の解禁」と称されるが、制度論的には正確さを欠く表現である。
7. ↑  休業等のため、実際に活動している事業者数は前後する。
8. ↑  日本総合研究所『市町村が行う地域活性化のための気象情報の活用による支援策に関する調査』（2001年3月）等
9. ↑  実際に10日間予報を行えるようにする認可の申請がなされた例はあるが、審査のすすめ方などについて気象庁側との調整が不十分であったことなどから、認可に至っていない。
10. ↑  日立市天気相談所
11. 1 2 3 4 5 6 7 8  業務休止中。
12. 1 2  特定向け。
13. ↑  所管の飛行場等を対象としている。
14. ↑  私立TBC気象台
15. ↑  広島市江波山気象館
16. ↑  2020年11月4日廃止
17. ↑  寒地土木研究所